# Stewart McKimmie
Stewart McKimmie (Aberdeen, 27 ottobre 1962) è un ex calciatore scozzese.

## Carriera

### Club
Cresce calcisticamente nelle file del Dundee, ma nel 1983 il Dundee lo cede all'Aberdeen dove gioca quasi tutta la sua carriera. Vince con l'Aberdeen il campionato di calcio scozzese nel 1984 e 1985 e la Coppa di Lega scozzese nel 1986, nel 1990 e nel 1996.

### Nazionale
Vanta 40 presenze e 1 gol con la maglia della Nazionale di calcio scozzese, con la quale ha partecipato agli Europei 1992 e 1996 e ai Mondiali 1990.

## Palmarès

### Club
- Supercoppa UEFA: 1

Aberdeen: 1983
- Campionato scozzese: 2

Aberdeen: 1983-1984, 1984-1985
- Coppa di Scozia: 3

Aberdeen: 1983-1984, 1985-1986, 1989-1990
- Coppa di Lega scozzese: 3

Aberdeen: 1985-1986, 1989-1990, 1995-1996